# Joseph Lamptey
Joseph Lamptey  (Accra, 1974. szeptember 10.–) ghánai nemzetközi labdarúgó-játékvezető. George Lamptey FIFA-játékvezető fia.

## Pályafutása
Játékvezetésből Accrában vizsgázott. Az Accrai labdarúgó-szövetség által üzemeltetett bajnokságokban kezdte szolgálatát. A GFA Játékvezető Bizottságának (JB) minősítésével a Division One League, majd a Premier League játékvezetője. Küldési gyakorlat szerint rendszeres 4. bírói, illetve alapvonalbírói szolgálatot is végez.
A Ghánai labdarúgó-szövetség JB terjesztette fel nemzetközi játékvezetőnek, a Nemzetközi Labdarúgó-szövetség (FIFA) 2005-től tartja nyilván bírói keretében. A FIFA JB központi nyelvei közül az angolt, és a németet beszéli. A CAF JB besorolása szerint 2009-től elit kategóriás bíró. Több nemzetek közötti válogatott (Labdarúgó-világbajnokság, Afrikai nemzetek kupája, Afrikai nemzetek bajnoksága, Olimpiai játékok), valamint CAF-konföderációs kupa, CAF-bajnokok ligája klubmérkőzést vezetett, vagy működő társának 4. bíróként segített.
A 2010-es labdarúgó-világbajnokságon, valamint a 2018-as labdarúgó-világbajnokságon a FIFA JB játékvezetőként alkalmazta. Selejtező mérkőzéseket a CAF zónában irányított. A FIFA JB a 2018-as világbajnokság lehetséges játékvezetői közé sorolta. 
| Időpont             | Helyszín                               | Mérkőzés típusa                     | Mérkőzés                        | Eredmény | Nézők száma |
| ------------------- | -------------------------------------- | ----------------------------------- | ------------------------------- | -------- | ----------- |
| 2008. június 7.     | Nemzeti Stadion, Nouakchott            | (2010 vb) előselejtező (8. csoport) | Mauritánia–Marokkó              | 1 – 4    | 9500        |
| 2008. június 21.    | Augusztus 4. Stadion, Ouagadougou      | (2010 vb) előselejtező (9. csoport) | Burkina Fasó–Seychelle-szigetek | 4 – 1    | 12 500      |
| 2008. szeptember 7. | Général Seyni Kountché Stadion, Niamey | (2010 vb) előselejtező (3. csoport) | Niger–Uganda                    | 3 – 1    | 5000        |
| 2009. szeptember 5. | Amahoro Stadion, Kigali                | (2010 vb) előselejtező (C. csoport) | Ruanda–Egyiptom                 | 0 – 1    | 20 000      |
| 2015. november 17.  | Nemzeti Stadion, Praia                 | (2018 vb) előselejtező (2. kör)     | Zöld-foki Köztársaság–Kenya     | 2 – 0    |             |

A 2012-es afrikai nemzetek kupája, a 2015-ös afrikai nemzetek kupája, illetve a 2017-es afrikai nemzetek kupája labdarúgó tornán a CAF játékvezetőként vette igénybe.
| Időpont             | Helyszín                       | Mérkőzés típusa                      | Mérkőzés                                                       | Eredmény |
| ------------------- | ------------------------------ | ------------------------------------ | -------------------------------------------------------------- | -------- |
| 2010. szeptember 4. | November 7. Stadion, Radés     | (2012-es) előselejtező (K. csoport)  | Tunézia–Malawi                                                 | 2 – 2    |
| 2011. június 5.     | Nemzeti Stadion, Paynesville   | (2012-es) előselejtező (A . csoport) | Libéria–A Zöld-foki Köztársaság labdarúgó-válogatottja         | 1 – 0    |
| 2011. szeptember 3. | Nemzetközi Stadion, Nairobi    | (2012-es) előselejtező (J. csoport)  | Kenyai labdarúgó-válogatott–Bissau-Guinea                      | 2 – 1    |
| 2014. május 18.     | Nemzeti Stadion, Dar es-Salaam | (2015-ös) előselejtező (1. kör)      | Tanzánia–Zimbabwe                                              | 1 – 0    |
| 2014. szeptember 6. | U. J. Esuene Stadion, Calabar  | (2015-ös) előselejtező (A. csoport)  | Nigéria–Kongó                                                  | 2 – 3    |
| 2014. október 11.   | Angondjé Stadion, Libreville   | (2015-ös) előselejtező (C. csoport)  | Gabon–Burkina Fasó-i labdarúgó-válogatott                      | 2 – 0    |
| 2014. november 19.  | Március 26. Stadion, Bamako    | (2015-ös) előselejtező (B. csoport)  | Mali–Algéria                                                   | 2 – 0    |
| 2015. január 25.    | Városi Stadion, Ebebiyín       | csoportmérkőzés (A. csoport)         | Kongo labdarúgó-válogatott–Burkina Fasó-i labdarúgó-válogatott | 2 – 1    |
| 2016. március 26.   | Martyrs Stadion, Kinshasa      | (2017-es) előselejtező (B. csoport)  | Kongói Demokratikus Köztársaság–Angola                         | 2 – 1    |

A 2011-es Afrikai nemzetek bajnoksága, a 2014-es Afrikai nemzetek bajnoksága és a 2016-os Afrikai nemzetek bajnoksága labdarúgó tornán a CAF hivatalnokkánt alkalmazta.
| Időpont           | Helyszín                                | Mérkőzés típusa                     | Mérkőzés                                                   | Eredmény |
| ----------------- | --------------------------------------- | ----------------------------------- | ---------------------------------------------------------- | -------- |
| 2010. április 11. | Félix Houphouët-Boigny Stadion, Abidjan | (2011-es) előselejtező (B. csoport) | Elefántcsontpart–Togo                                      | 4 – 0    |
| 2014. január 18.  | Peter Mokaba Stadion, Polokwane         | csoportmérkőzés (D. csoport)        | Kongói DK labdarúgó-válogatott–Gaboni labdarúgó-válogatott | 0 – 1    |
| 2016. január 16.  | Amahoro Stadion, Kigali                 | csoportmérkőzés (A. csoport)        | Gaboni labdarúgó-válogatott–Marokkó labdarúgó-válogatott   | 0 – 0    |
| 2016. január 25.  | Amahoro Stadion, Kigali                 | csoportmérkőzés (B. csoport)        | Etiópia–Angolai labdarúgó-válogatott                       | 1 – 2    |

A 2016. évi nyári olimpiai játékokra a FIFA JB 4. bírói (tartalék) szolgálatra jelölte.